# Вольвахівська сільська рада
Вольвахівська сільська рада — колишня адміністративно-територіальна одиниця та орган місцевого самоврядування в Пулинському (Червоноармійському) районі Волинської округи, Київської та Житомирської областей УРСР з адміністративним центром у селі Вольвахівка.

## Населені пункти
Сільській раді на момент ліквідації були підпорядковані населені пункти:
- с. Вольвахівка;
- с. Добрий Кут.

## Населення
Кількість населення ради, станом на 1931 рік, складала 834 особи.

## Історія та адміністративний устрій
Створена 26 березня 1925 року в складі колоній Вольвахівка, Добрий Кут Павлівської та Майхерівка Олізарівської сільських рад Пулинського району Житомирської (пізніше — Волинська) округи.
3 квітня 1930 року, як німецька національна сільська рада, увійшла до складу, сформованого на базі Пулинського району, Пулинського німецького національного району Волинської округи.
У 1934 році кол. Майхерівка передана до складу Нейгеймської сільської ради Мархлевського району Київської області.
Станом на 1 вересня 1946 року сільрада входила до складу Червоноармійського району Житомирської області, на обліку в раді перебували с. Вольвахівка та хутір Добрий Кут.
Ліквідована 11 серпня 1954 року, відповідно до указу Президії Верховної ради УРСР «Про укрупнення сільських рад по Житомирській області»; територію та населені пункти включено до складу Стрибізької сільської ради Червоноармійського району Житомирської області.